# 河原崎洋央
河原崎 洋央（かわらざき ひろお、1953年4月29日 - ）は、日本の俳優。静岡県出身。血液型はA型。
『仮面ライダーストロンガー』のジェネラルシャドウのスーツアクターや『仮面ライダースーパー1』の鬼火司令役で知られる。

## 人物・経歴
殺陣集団大野剣友会に入団し、1970年代から1980年代にかけて多くの特撮番組に出演した。テビュー作は『人造人間キカイダー』。本名・旧芸名は河原崎洋夫（読み同じ）。麻雀をやらない会・会長。
『仮面ライダーストロンガー』のジェネラルシャドウのスーツアクターを担当した際、スーツはゴム製のマスクの上に透明フードを被っていることから呼吸しづらかったという。また、シャドウの声を担当している柴田秀勝のアフレコに合うように顎も動かさなくてはならなかったことから、河原崎は最も大変だった役にシャドウを挙げている。
仮面ライダーシリーズの監督を担当した内田一作は河原崎の演技を高く評価しており、特にシャドウを気に入っていた。内田は『ストロンガー』では、シャドウ登場編の第14話やデルザー軍団登場編の第27話を担当している。

## 出演作品
※太字はメインキャラクター。

### テレビドラマ
- 仮面ライダー（1971年、毎日放送） - 戦闘員、怪人のスーツアクター、仮面ライダー新2号（最終話）ほか
- 人造人間キカイダー（1972年、NET）
- 変身忍者嵐（1972年、毎日放送） - 月の輪のスーツアクターほか
- 仮面ライダーV3（1973年、毎日放送） - 仮面ライダー2号のスーツアクター[5]、ライダーマン（スタント）[5][2]ほか
- イナズマン（1973年、NET） - ファントム兵士、ミュータンロボのスーツアクター
- 仮面ライダーX（1974年、毎日放送） - 怪人のスーツアクター[2]
- 仮面ライダーアマゾン（1974年、毎日放送） - 獣人のスーツアクター、黒ジューシャ、人面岩の顔[2]
- 白い牙（1974年、日本テレビ） - 舌を噛んで死ぬヤクザ（第23話）
- 仮面ライダーストロンガー（1975年、毎日放送） - ジェネラルシャドウのスーツアクター[6]、奇械人怪人[注釈 1]、仮面ライダーV3（最終話）[2]ほか
- 秘密戦隊ゴレンジャー（1975年、NET）アオレンジャーのスーツアクター[7]、黄金仮面のスーツアクター[8]
- 全員集合!7人の仮面ライダー!!（1976年、毎日放送）
- 宇宙鉄人キョーダイン（1976年、毎日放送） - グランゼルのスーツアクター 防衛軍隊員、アベック（第22話）
- 大鉄人17（1977年、毎日放送） - ワンエイトのスーツアクター レッドマフラー隊員
- 小さなスーパーマン ガンバロン（1977年、日本テレビ） - 警官隊（第5話）
- 森村誠一シリーズ 腐蝕の構造（1977年、TBS）
- UFO大戦争 戦え! レッドタイガー（1978年、東京12チャンネル） - 軍指揮官
- 仮面ライダー (スカイライダー)（1979年、毎日放送） - アリコマンド、仮面ライダー2号、仮面ライダーV3[注釈 2]、仮面ライダーストロンガー、偽スカイライダー[9]、がんがんじい、怪人のスーツアクター[注釈 3]、警備員A（第5話）、カマギリジン人間態（第7話）、警官A（第13話）、仮面ライダーXの声（最終話、劇場版）、ドクロ暗殺隊隊長（最終話）
- バトルフィーバーJ（1979年、テレビ朝日） - ウェイター（カットマン）（第14話）
- 仮面ライダースーパー1（1980年、毎日放送）  - 仮面ライダースーパー1[10]、ドクマファイター、怪人のスーツアクター[注釈 4]、親衛隊隊長[11]、親衛隊員の声、鬼火司令、仮面ライダーV3（劇場版）
- ロボット8ちゃん（1981年、フジテレビ） - エバポリスのスーツアクター
- ザ・ヤジキタ（1982年、フジテレビ）
- 同心暁蘭之介（1982年、フジテレビ） #15
- 新五捕物帳（1982年、日本テレビ）#191
- 鞍馬天狗(草刈正雄版)（1982年、TBS）
- 気分は名探偵（1984年、日本テレビ）#11  -組員4
- 月曜ドラマランド・白バイ野郎！トミー＆マツ（1986年12月、フジテレビ）
- 太平記 (NHK大河ドラマ)（1991年、NHK） - 足利家の武士
- 信長 KING OF ZIPANGU（1992年、NHK） - 熊の甚兵衛
- 琉球の風 (NHK大河ドラマ)（1993年、NHK）
- 連続テレビ小説・かりん(1993、NHK）#102 - 組合員
- はやぶさ新八御用帳（1993年、NHK）
- 十時半睡事件帖（1994年、NHK)
- 詐欺・狙われた実印（1995年、TBS）
- 物書同心いねむり紋蔵（1998年、NHK）

### 映画
- 新網走番外地シリーズ
- 不良番長シリーズ
- 仮面ライダーシリーズ
  - 仮面ライダーV3対デストロン怪人（1973年、東映）
  - 五人ライダー対キングダーク（1974年、東映）
  - 仮面ライダー 8人ライダーVS銀河王（1980年、東映） - 仮面ライダーV3[13]、ジャガーバン[14]
  - 仮面ライダースーパー1（1981年、東映） - 仮面ライダースーパー1[10]、サタンホーク[14]

### 舞台
- 浅香光代 新春特別公演